# Стадион Роб Форд
Стадион Роб Форд (енгл. Rob Ford Stadium) је стадион капацитета од 2.200 седишта у Торонту, Онтарио, Канада. Првенствено се користи за фудбал, атлетику, канадски фудбал и повремено за кабади. Парк се такође користи за финале фудбала средњошколски „РОПССАА” и атлетске догађаје приватних школа „ПСАА” (Атлетско удружење приватних школа) првог понедељка у мају за годишњи атлетске сусрете.
Стадион је добио првобитно име (Сентенијал парк) по градском парку у коме се налази, а који је отворен за стогодишњицу постојања Канаде 1967. године. Сам стадион је отворен 1975. године, осам година након стогодишњице.
Налази се унутар Сентенијал парка у округу Етобико, јужно од међународног аеродрома Торонто Пирсон и близу раскрснице „Ратберн рода” и „Ренфорт драјва”. Стадион је такође био домаћин првог првенства канадских атлетских ветерана 1975. године.
На стадиону је одржана церемонија затварања Летњих параолимпијских игара 1976. и неки од спортских догађаја параолимпијских игара.
Стадион има седишта на трибини на западној страни и мали семафор на северном крају терена.
Као стадион домаћин служи фудбалским клубовима „Торонто линкс” (мушки и женски), Српским белим орловима и још неким различитим клубовима. Сваког јуна се одржава догађај Штафета за живот у Западном Торонту, прикупљање средстава за Канадско друштво за борбу против рака. Стадион је био домаћин финала ЦПСЛ/ЦСЛ шампионата (канадске супер лиге) 1998., 2010., 2011. и 2014. године.
У 2017. било је позива и подршке да се стадион преименује по бившем градоначелнику Робу Форду у „Роб Форд Меморијални стадион”, али је на састанку градског већа тај предлог одбачен 4. октобра 2017.
Стадион је 28. маја 2024. године званично преименован у Стадион Роб Форд.